# Expo-busz (Budapest)
A budapesti Expo-busz az Örs vezér tere és az Expo tér között közlekedett körforgalomban. A vonalat a Budapesti Közlekedési Zrt. üzemeltette. A járműveket a Cinkotai autóbuszgarázs állította ki.

## Története
A 100-as buszok 2000. szeptember 2-ától Expo jelzéssel jártak, BKV Plusz megjelöléssel. A BKV Plusz jellegét 2002. október 31-én vesztette el, mert a megrendelő Hungexpo változtatott a szerződésen. Az M2-es metróvonal 2003. szeptemberi felújítása idején, a 6–7-ei és a 13–14-ei hétvégékén a Népstadion (ma Puskás Ferenc Stadion) metróállomástól közlekedett, az Örs vezér tere érintésével. 2004. október 13-ától 2006. december 31-éig az Örs vezér terétől a Kincsem Parkig is indultak autóbuszok Kincsem Park-járat néven, lóverseny napokon.
Az Expo-busz 2008. augusztus 19-én megszűnt, helyét újra a 100-as busz vette át.

## Útvonala
| Örs vezér tere → Expo tér → Örs vezér tere                                                                                      |
| --- |
| Örs vezér tere vá. – Fehér út – Albertirsai köz – Albertirsai út – Expo tér – Albertirsai út – Kerepesi út – Örs vezér tere vá. |

## Megállóhelyei
| 0  | Örs vezér tere végállomás | |
| 2  | Albertirsai köz           | |
| 2  | VI. kapu                  | 37, 37A Kőbánya felső |
| 3  | IV. kapu                  | |
| 3  | III. kapu                 | |
| 4  | II. kapu                  | |
| 4  | Vásárközpont, főbejárat   | |
| 5  | Expo tér                  | |
| 7  | Kerepesi út               | 80 |
| 8  | Pillangó utca             | |
| 10 | Örs vezér tere            | Gödöllői és csömöri HÉV 31, 32, 44, 45, 61, 61, 61E, 67, 85, 85, 131, 144, 168, 176, 231, 244, 276E, 277, Rákoskert 81, 82 3, 62 |
| 11 | Örs vezér tere végállomás | Gödöllői és csömöri HÉV 31, 32, 44, 45, 61, 61, 61E, 67, 85, 85, 131, 144, 168, 176, 231, 244, 276E, 277, Rákoskert 81, 82 3, 62 |